# Tarsonemus granarius
Tarsonemus granarius är en spindeldjursart som beskrevs av Sven Bertil Gunvald Lindquist 1972. Tarsonemus granarius ingår i släktet Tarsonemus och familjen Tarsonemidae. Inga underarter finns listade i Catalogue of Life.